# Objectif à ménisque de Wollaston

Schéma optique d'un ménisque de Wollaston, à gauche le diaphragme à droite le ménisque.

L’objectif à ménisque de Wollaston (également connu sous son appellation anglaise Wollaston landscape lens) est un objectif dont le principe repose sur une découverte de William Hyde Wollaston effectuée en 1812 et initialement destinée à l'usage des chambres noires. L'objectif est composé uniquement d'un ménisque convergent et d'un diaphragme placé en amont. Il ne dispose d'aucun procédé de correction et montre donc de fortes aberrations chromatiques et géométriques. À l'époque, il a représenté une avancée très importante par rapport aux larges lentilles biconvexes utilisées pour les chambres noires, en réduisant largement la courbure de champ ainsi que légèrement la coma et l'astigmatisme
.
Wollaston inventa cet objectif à une lentille empiriquement, en cherchant la courbure de la lentille et la position du diaphragme minimisant les aberrations. La courbure de la lentille permet de minimiser l'aberration sphérique et la position du diaphragme réduit la coma et l'astigmatisme. En bougeant légèrement le diaphragme la courbure de champ est compensée par l'astigmatisme réintroduit dans le plan tangentiel. En réduisant ensuite la dimension du diaphragme pour atteindre une ouverture de f/15, l'aberration sphérique atteint un niveau moindre.
Une autre forme de cet objectif, plus compacte, possède un diaphragme à l'arrière de la lentille. Cependant cette configuration est moins bonne, créant une distorsion en barillet.
Le ménisque de Wollaston tomba en désuétude à partir de l'arrivée des objectifs photographiques du fait de son aberration chromatique très forte, le photographe mettant au point sur le jaune et la plaque photographique étant surtout sensible au bleu, l'objectif était difficile régler sans rendre l'image floue. Il demeure cependant utilisé dans les appareils photographiques jetables du fait de sa simplicité et de son coût très bas, d'autant plus qu'il est désormais possible de corriger les aberrations de cet objectif en asphérisant la lentille.
Le ménisque de Wollaston permit, avec quelques modifications, à Charles Chevalier de développer en 1830 sa lentille achromatique de Chevalier, un objectif achromatique à deux lentilles collées basé sur le même principe que celui de Wollaston, un diaphragme étant placé à l'avant du doublet collé composé d'une lentille divergente en verre flint et une convergente en verre crown.

## Source
- (en) Rudolf Kingslake, A History of the Photographic Lens, Boston, Academic Press, 1989, 2e éd., 334 p. (ISBN 978-0-12-408640-1, LCCN 88034299, lire en ligne)
- (en) Ralph E. Jacobson, Sidney F. Ray, Geoffrey G. Attridge et Norman R. Axford, The manual of photography : Photogrphic and digital imaging, Focal press, 9e éd., 459 p. (ISBN 978-0-240-51574-8 et 0-240-51574-9)
- (en) Ralph Hamilton Shepard, Metamaterial lens design, ProQuest, 2009, 245 p.
- (en) Gregory Hallock Smith, Camera lenses : From box camera to digital, SPIE press, 2006, 307 p. (ISBN 0-8194-6093-1)
- Bernard Balland, Optique géométrique : Imagerie et instruments, Lausanne, PPUR, 2007, 860 p. (ISBN 978-2-88074-689-6, lire en ligne)